# Mihoko Tsutsui
Mihoko Tsutsui (筒井 視穂子, Tsutsui Mihoko) est une ancienne joueuse de volley-ball japonaise née le 6 décembre 1985 à District de Kita (Préfecture de Kagawa). Elle mesure 1,76 m et jouait au poste de réceptionneuse-attaquante. Elle a mis un terme à sa carrière de volleyeuse professionnelle en avril 2019.

## Clubs
| Club                      | De        | À         |
| ------------------------- | --------- | --------- |
| Takamatsu-Kita Highschool |           | 2003-2004 |
| Hisamitsu Springs         | 2004-2005 | 2013-2014 |
| Victorina Himeji          | 2017-2018 | 2018-2019 |

## Palmarès
- V Première Ligue
  - Vainqueur : 2007, 2013, 2014.
  - Finaliste : 2006, 2009, 2012.
- Tournoi de Kurowashiki
  - Vainqueur : 2007, 2013.
  - Finaliste : 2009.
- Coupe de l'impératrice
  - Vainqueur : 2009, 2012, 2013.
  - Finaliste : 2007.
- Championnat AVC des clubs
  - Vainqueur : 2014.